# 趙士俊 (弘治進士)
趙士俊（1467年—？），字孟章，湖廣荊州府石首縣人，民籍，明朝政治人物。

## 生平
弘治八年（1495年）乙卯科湖廣鄉試第八名舉人。弘治九年（1496年）中式丙辰科會試第二十三名，三甲第二十五名進士。官知县。

## 家族
曾祖趙，縣丞；祖父趙遂；父趙敔，訓導。母劉氏。具庆下。兄趙士賢，户科给事中；士能；弟士伟。